# Cyrtarachne nodosa
Cyrtarachne nodosa là một loài nhện trong họ Araneidae.
Loài này thuộc chi Cyrtarachne. Cyrtarachne nodosa được Tord Tamerlan Teodor Thorell miêu tả năm 1899.